# Leptophion
Leptophion är ett släkte av steklar. Leptophion ingår i familjen brokparasitsteklar.

## Dottertaxa tillLeptophion, i alfabetisk ordning[1]
- Leptophion alleni
- Leptophion anici
- Leptophion ankylosus
- Leptophion antennatus
- Leptophion bakeri
- Leptophion cheesmanae
- Leptophion eithos
- Leptophion gobius
- Leptophion illustrious
- Leptophion iochus
- Leptophion juxtus
- Leptophion kus
- Leptophion lavellai
- Leptophion longicornis
- Leptophion longiventris
- Leptophion magus
- Leptophion nodus
- Leptophion orientalis
- Leptophion pterospilus
- Leptophion pubescens
- Leptophion quorus
- Leptophion radiatus
- Leptophion samari
- Leptophion samuelsoni
- Leptophion tetus
- Leptophion townesi
- Leptophion unicalcaratus
- Leptophion vechti
- Leptophion vernalis
- Leptophion yampus